# Jodie Faster
Jodie Faster ist eine französische Hardcore-Band, die 2016 in Lille gegründet wurde.

## Geschichte
Jodie Faster gründete sich 2016. Sänger Mika war zuvor Mitglied der lokalen Hardcoreband Fake Off gewesen. 2017 veröffentlichte die Band eine EP (Complete Discography, eine Reminiszenz an das gleichnamige Kompilationsalbum von Minor Threat), 2018 eine Split-EP mit der ebenfalls französischen Hardcore-Band Genital Juggling und 2020 das Debütalbum Blame Yourself auf Crapoulet Records.
2018 trat die Band auf dem belgischen Ieperfest auf, 2019 auf dem tschechischen Fluff Fest. 2022 absolvierte die Band eine Tournee durch den Westen der Vereinigten Staaten.

## Stil
Jodie Faster spielen schnellen, abwechslungsreichen Hardcore mit politischen Texten und unverzerrten Gitarren; die Stücke überschreiten dabei so gut wie nie die Zwei-Minuten-Marke.
Das US-amerikanische Maximumrocknroll-Fanzine bescheinigte der Band eine hohe musikalische Eigenständigkeit sowie einen gewissen Grad an „Schrulligkeit“ und verglich einzelne Aspekte der Musik mit so unterschiedlichen Künstlern wie der kalifornischen Ska-Punk-Band The Rudiments oder dem Dead-Milkmen-Gitarristen Joseph Genaro. Das deutsche Ox-Fanzine notierte temporeichen, „angepissten Punkrock (mit) cleanen Gitarren“ und nachdenklichen Texten. Das Online-Musikmagazin No Echo verglich die Energie, die Jodie Faster ausstrahle, mit der der namensähnlichen, US-amerikanischen Band JFA aus den 1980er-Jahren. Das Magazin sah in der Musik der Band, die durch „saubere und klirrende Gitarren (und) wahnsinnige Geschwindigkeit“ geprägt sei, Anklänge an Nardcore, ein durch Bands wie Agression oder Rich Kids on LSD geprägtes Subgenre des Hardcore. Das Online-Rockmagazin Idioteq definierte die Musik von Jodie Faster als „schnellen, wütenden und politischen Hardcore“ und attestierte der Band „gnadenlose Präzision“. Das britische Label TNSrecords bezeichnet die Musik von Jodie Faster als schnellen, politischen Hardcore, der sich textlich mit „modernem Leben, Unterdrückungssystemen, dem Tourleben und der Punkethik“ befasse. dem französischen Onlinemagazin Metal News zufolge spielen Jodie Faster „fetten Hardcore mit Tendenz zu hoher Geschwindigkeit“ und gehören zum „euphrodisierendsten“, was die französische Hardcoreszene zu bieten habe. Die Musik sei geprägt von ständigen Tempo- und Stimmungswechseln, so dass nie Langeweile auftrete. Das estnische Metal-Magazin Metal Storm notierte eher am Punk denn am Hardcore orientierten Gesang sowie für Hardcore-Verhältnisse „entspannte“ Gitarren, die die Aggressivität der Musik aber nicht beeinflussten. Die Lieder seien trotz ihrer genretypischen Kürze vielfältig und dynamisch.

## Diskografie
- 2017: Complete Discography (EP, Mustard Moustache)
- 2018: 666 Cups of Black Coffee (Split-EP mit Genital Jiggling, Crapoulet Records)
- 2020: Blame Yourself (Crapoulet Records)